# 11372 Aditisingh
11372 Aditisingh este o planetă minoră (asteroid), cu un diametru de 5,631 km, din centura de asteroizi. A fost descoperită pe 17 august 1998 la Magdalena Ridge Observatory⁠(d) de Lincoln Near-Earth Asteroid Research. 
Obiectul prezintă o orbită caracterizată de o semiaxă mare de 2,8439271 UAi, o excentricitate de 0,07, o înclinație de 1,96019 ° în raport cu ecliptica.